# توم آرثر
توم آرثر (بالإنجليزية: Tom Arthur)‏ هو سياسي بريطاني، ولد في 1985 في المملكة المتحدة. حزبياً، نشط في الحزب القومي الاسكتلندي. في 2016 Scottish Parliament election ‏، انتخب Member of the 5th Scottish Parliament ‏ عن دائرة Renfrewshire South (Scottish Parliament constituency) ‏ وقد انضم خلال فترته النيابية ‏ (5 مايو 2016 – )  للكتلة البرلمانية الحزب القومي الاسكتلندي.